# Centro Universitario de Occidente
El Centro Universitario de Occidente (CUNOC) es el primer Centro Regional Universitario de la Tricentenaria Universidad de San Carlos de Guatemala, ubicado en la ciudad de Quetzaltenango.

## Historia
En un principio se llamó "Universidad de Occidente" y fue fundada el 20 de noviembre de 1876 en Quetzaltenango por medio del Decreto n.º 167, y abrió sus puertas como institución docente en 1877. En ella se contemplaban las facultades de Derecho y Notariado, de Medicina y Farmacia. El doctor Manuel Aparicio fue nombrado su rector. Esta Universidad tuvo muy poca vida, pues dos años después, el Decreto 253 del 13 de diciembre de 1879, extinguía a las universidades del país, dejando en su lugar "Escuelas Facultativas", con dependencia directa del Ministerio de Instrucción Pública.
El CUNOC, como tal, fue creado el 5 de diciembre de 1970 con carácter experimental, con el objetivo de impartir la educación superior y crear nuevas carreras de acuerdo a las demandas y necesidades de desarrollo de la región suroccidental del país, siendo hoy en día el mayor centro regional universitario de la Universidad de San Carlos de Guatemala y un foco emisor de profesionales para el área suroccidental de Guatemala.

## Carreras
El Centro Universitario de Occidente ofrece las siguientes carreras:
- División de las Ciencias de Ingeniería

Ingeniería Mecánica
Ingeniería Industrial
Ingeniería Civil
Ingeniería Mecánica Industrial
Ingeniería en Ciencias y Sistemas
- División de Ciencias de la Salud

Cirujano dentista
Médico y Cirujano
Licenciatura

- División de Ciencias Económicas

Administración de Empresas
Economía
Contador Público y Auditor
- División de Humanidades

Profesorado en Enseñanza Media en Pedagogía
Licenciatura en Pedagogía
Profesorado en Enseñanza Media en Psicología
Licenciatura en Psicología
Trabajador Social Rural
Licenciatura en Trabajador Social
- División de Ciencia y Tecnología

Ingeniería Agronómica en Sistemas de Producción Agrícola
Técnico en Agrimensura
Ingeniería en Administración de Tierras
Ingeniería en Gestión Ambiental
- División de Ciencias Jurídicas

Licenciatura en Ciencias Jurídicas y Sociales, Abogacía y Notariado
- División de Arquitectura y Diseño

Carrera de Arquitectura
- División de Odontología

Cirujano dentista
- Extensión Departamental Quetzaltenango (Plan Fin de Semana)

Profesorado de Enseñanza Media en Matemática y Física
Licenciatura en la Enseñanza de la Matemática y la Física